# Lisa (コンピュータ)

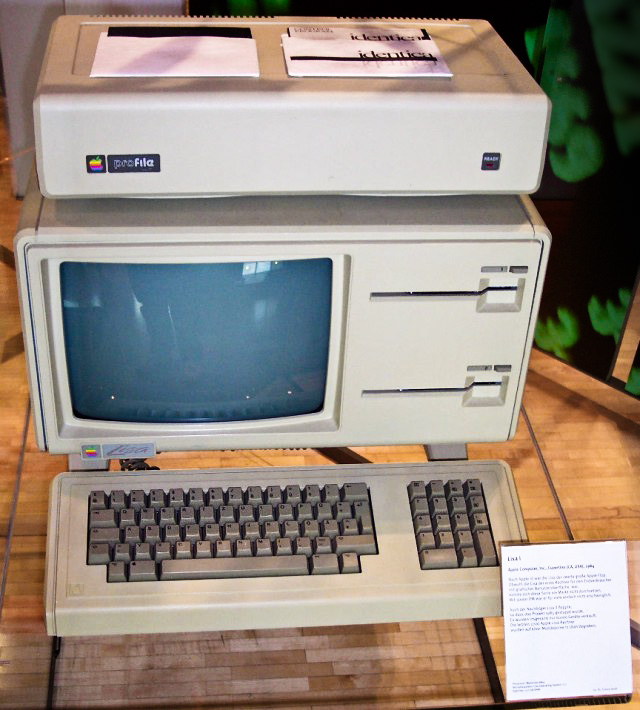
Apple Lisa

Lisa（リサ）は、1983年1月19日にApple Computerが製造・販売したオフィス向け16ビットパーソナルコンピュータである。当時としては先進的なGUI機能と操作性を持っていたが、動作の遅さや価格の高さなどの理由で商業的には失敗した。同年、日本向けには供給時期未定ながら、本体、専用プリンタ、LisaWrite、LisaGraphを含むソフトウェア6種、マニュアル等を228万円で販売する旨、アップルコンピュータジャパンとキヤノン販売が共同記者会見で販売提携を表明。

## 名称の由来
このコンピュータの名称は、Appleの正式発表では"Local Integrated System Architecture"の頭文字をとったものとされている。しかし、名称の由来はLisaのプロジェクトリーダーであるジョン・カウチの娘だとされていた。後にカウチの証言によりスティーブ・ジョブズの娘からとられたことが明かされている。
また、ジョブズの伝記を執筆したウォルター・アイザックソンによれば、1978年当時、 命名者のジョブズにはクリスアン・ブレナンとの間に婚外子のリサ・ニコール・ブレナンが誕生しており、父子鑑定テストの結果、94.41%の確率で親子であると確認されているにもかかわらず、ジョブズが認知を拒否しているという事情が存在したため、リサ・プロジェクトの広報を担当していたレジス・マッケンナが、先述の語源を作ったという。
この事情を知るエンジニアの間では、"Lisa: Invented Stupid Acronym"などとも呼ばれたというが、アイザックソンが、伝記執筆の際にジョブズ本人に由来を確認したところ、「僕の娘にちなんだ名前に決まってるじゃないか」と返答されたという。
ジョブズは娘リサに、Apple Lisaは自分の名前に因むのかと尋ねられた際、度々「違う」と回答していた。だが2005年、U2のボノの別荘にリサと宿泊した際、ボノが「Lisaはこの子の名前から取ったのか」と訊いた際、ジョブズは娘の前で「そうだ」と認めた。
なお、カウチによればApple IIIの次にあたるマシンのため「Apple 400」という名称が候補に上がり、折衷案として「Lisa 400」も根強かったが、結局「Lisa」に落ち着いたとのことである。

## ハードウェア
本体・ディスプレイ・外部記憶装置一体型で、当時としては広大な内蔵RAM領域を持っていた。ハードディスクドライブのProFileを本体の上に載せて使用される事が多い。セパレート型のキーボードには、リファレンスカードが底面から引き出して使えるようになっている。また、専用の工具なしに本体を開ける事ができ、マイクロスイッチを用いたセンサでパネルを開いた状態では起動ができないようになっていた。マウスは箱状のワンボタンマウス。
Lisaでは、記録密度を上げるためにアクセスウィンドウが2つある5.25インチのフロッピーディスク「ツイギー」を搭載していたが、Lisa2ではMacintosh 128Kで使用したソニー製の3.5インチドライブに変更された。
Lisaの為にデザインされたApple Mouseは、IDEO（1991年に創設）創設者であるデビッド・ケリーと1980年当時David Kelly Designに在籍したジム・ユルチェンコによるもの。

## ソフトウェア

### Lisa OS
Lisaに搭載されていたLisa Office System・通称Lisa OSは、パーソナルコンピュータ初のGUI環境のオペレーティングシステム (OS) だった。協調型マルチタスク機能とメモリ保護機能を備えているのも特徴である。
ラリー・テスラーらにより、Commandキーと、X, C, Vキーの組合せで、「カット」「コピー」「ペースト」が出来るよう実装された（後のMacintoshでも採用された）。
デスクトップは、後のMacintoshのFinder上のレイアウトのように画面右縦にアイコンが並ぶのではなく、画面下に「Preferences」「Clock」「Calculator」「Clipboard」「ProFile」などが横に並ぶレイアウトだった。ゴミ箱は、「Wastebasket」である。
1983年の Lisa Office System Release 1.0では、ビジネスで必要とされるソフトウエア群"Lisa Office"としてLisa Write（ワープロ）、LisaDraw（図表作成）、LisaCalc（表計算）、LisaProject（プロジェクト管理）、LisaList（リスト式データベース）が、1984年のLisa7/7 Office System Release 3.1では、 上記6ソフトに加えLisaTerminalがバンドルされていた。
2023年1月、コンピュータ歴史博物館によってオープンソース化された。

### Lisa Workshop
Lisa WorkshopはLisa 上の統合開発環境である。Lisa OSと異なり、ほぼ完全にテキストベースだった。開発言語はPascalおよびObject Pascalだった。
Macintoshのソフトウェアも、当初はLisa Workshop上でクロス開発されていた。この環境をMacintosh上に引き継いだものがAPDA MPW (Apple Programmers and Developpers Association Macintosh Programmer's Workshop) である。開発言語はLisa Pascalを継承したMPW Pascalに加え、当時最も優れたC言語環境だったLight Speed Cに代わる純正のC言語の期待に応えてMPW Cが登場、その後ほとんどのプログラムはCで記述されることになった。

## Macintosh XL
Appleの16ビットマシンの主力がMacintoshに移ると、Lisaの筐体にLisaとMacintoshの画面比の違いを変更するROMを搭載してMacintosh XLとして発売した。

## Lisaの最期
1万ドル弱という価格設定はあまりにも高く、その後Macintosh XLに至るまで値下げが行なわれたものの、結局商業的には失敗した。Appleにあった在庫のほとんどは処分されたと言われる。
1989年に、Appleは不売在庫による税金控除を受けるため、売れ残ったLisa約2700台を破砕しユタ州ローガン市の埋立処分場に埋立処分した。しかしその後、Sun Remarketing社が残りの在庫を引き取り、Apple LisaをMacintosh化するソフトを開発して販売し、数年間の間、Lisaは流通する汎用パソコンの地位に留まることになった。